# Ruperto Puga
José Ruperto Puga Fisher (Santiago, 8 de octubre de 1902-Ibíd, 17 de octubre de 1975) fue un abogado y político chileno, miembro del Partido Democrático. Se desempeñó como diputado, y ministro de Estado de su país, durante el gobierno del presidente radical Gabriel González Videla.

## Familia y estudios
Nació en Santiago de Chile el 18 de octubre de 1902, hijo del exdiputado Julio Puga Borne y Lucía Fisher Rubio. Su hermano, Eugenio, también fue abogado y político. Realizó sus estudios primarios y secundarios en el Instituto Andrés Bello, y luego los superiores en la Escuela de Derecho de la Universidad de Chile, jurando como abogado el 11 de noviembre de 1930, con la tesis titulada: De la representación.
Se casó en dos oportunidades, primero el 26 de junio de 1926 con Rebeca Aldunate Ugarte, con quien tuvo dos hijos; y en segundas nupcias el 6 de enero de 1955 con Marina Fernández Ruiz.

## Carrera profesional
Se dedicó a ejercer su profesión, atendiendo de preferencia, asuntos comerciales. Fue árbitro de numerosos conflictos del trabajo. Fue delegado a la V Conferencia Interamericana de Abogados, celebrada en Lima, Perú, en 1947, y representó al Colegio de Abogados en París (Francia) en el año 1956.
En su actuación comercial, fue socio de la firma Imprenta y Encuadernación Roberto Puga Fisher e Hijo; presidente de la Sociedad Minera Carmen S.A.; socio integrante del Grupo Cuprífero Lincoln de Tocopilla; presidente y director de la Sociedad Constructora ENACO.
Fue además, socio del Club de La Unión y del Club Concepción.

## Carrera política
Militó en el Partido Democrático. Fue presuntivamente elegido como diputado, por la Decimoquinta Agrupación Departamental de Itata y San Carlos, para el período legislativo 1937-1941; se había incorporado presuntivamente. Integró la Comisión Permanente de Hacienda.
El 2 de abril de 1948, el presidente radical Gabriel González Videla lo nombró como ministro del Trabajo, cargo en que actuó hasta el 1 de febrero del año siguiente; y reasumió el 21 de junio hasta el 8 de agosto de 1950. Al mismo tiempo, fue designado como ministro de Justicia, ejerciendo desde el 27 de febrero hasta el 26 de junio de 1950.
En la elección complementaria realizada el 24 de septiembre de 1950 fue nuevamente elegido con un escaño en la Cámara de Diputados, pero esta vez por la Decimoséptima Agrupación Departamental de Concepción, Talcahuano, Tomé, Yumbel y Coronel, para el período 1950-1953; se incorporó el 25 de octubre de 1950, en reemplazo de Fernando Maira Castellón, quien optó por la senaturía. Fue diputado reemplazante en la Comisión Permanente de Constitución, Legislación y Justicia y en la de Hacienda. En el Congreso Nacional impulsó la reforma de los Códigos de Procedimiento Civil y Procedimiento Penal y del Código Penal, mediante la ley n° 11.183, del 10 de junio de 1953.
Falleció en su ciudad natal, el 17 de octubre de 1975, a los 73 años.